# Agabus affinis
Agabus affinis (лат.) — вид жуков-плавунцов подсемейства Agabinae.

## Описание
Тёмноокрашенные жуки длинной тела 6-7 мм. Вид связан со сфагновыми болотами.

## Распространение
Распространён в Палеарктике и Ближнем Востоке. В Европе встречается в следующих странах: Австрия, Белоруссия, Бельгия, острова Британии, Хорватия, Чехия, Дания, Эстония, Финляндия, Франция, Германия, Венгрия, Ирландия, Италия, Калининград, Латвия, Литва, северная Ирландия, Италия, Норвегия, Польша, Россия (за исключением юга), Словакия, Швеция, Швейцария, Нидерланды и Украина.